# Fausto Melotti
Fausto Melotti (Rovereto, 8 juin 1901 - Milan, 22 juin 1986) est un sculpteur et peintre italien. Avec Lucio Fontana, Giacomo Manzù et Luigi Grosso, il est un des principaux représentants du mouvement abstrait milanais. Son art se veut être la manifestation de l'épuration et de la matérialisation du musical en objet.

## Biographie
Fausto Melotti est né à Rovereto, mais lors du déclenchement de la Première Guerre mondiale, s'installe à Florence où il va terminer ses études secondaires. Il y rencontre les écrivains et artistes d'avant-garde et en profite pour étudier les œuvres des artistes de la Renaissance florentine (Giotto, Simone Martini, Botticelli, Donatello et Michel-Ange).
Dans sa ville natale, il se lie d'amitié avec Fortunato Depero, l'architecte Gino Pollini - l'un des fondateurs du rationalisme italien par le biais du Groupe 7-, le compositeur Riccardo Zandonai, entre autres. Plus tard, il est diplômé en génie électrique de l'École Polytechnique de Milan. Après des études musicales, il décide de se consacrer à la sculpture : il étudie d'abord à Turin, dans l'atelier de Pietro Canonica, puis, à partir de 1928, à l'Académie de Brera à Milan, sous la direction du sculpteur milanais Adolfo Wildt. Il travaille également à la Manufacture de Doccia avec son ami Gio Ponti. Il change de style au cours des années suivantes, ses recherches visant à articuler l'espace selon des rythmes musicaux. En 1933, il présente une œuvre en plâtre à la Cinquième Triennale de Milan. Pour l'Exposition universelle de Rome, il prépare en 1941 entre Rome et Carrara une sculpture, elle aussi caractéristique de son amour particulier pour la poésie des matériaux. Ensuite, il enseigne et dirige la Royal School of Art de Canterbury, maintenant Art Institute (ISA). La reconnaissance officielle ne viendra qu'en 1967, lors d'une exposition à Milan.

## Son œuvre
Au-delà des connexions évidentes avec la peinture métaphysique, le rationalisme et les artistes associés à la galerie du Milione à Milan, dont notamment Lucio Fontana, l’œuvre de Fausto Melotti se distingue par une dimension intellectuelle orientée vers une abstraction pure. Lors de sa présentation à l'exposition de 1935 dans cette galerie, Melotti précise les enjeux de l'abstraction en sculpture, affirmant : « L'art est un état d'âme angélique et géométrique, qui s'adresse non pas aux sens mais à l'intellect ». Ses sculptures de cette période se caractérisent par un dépouillement qui frôle l'immatérialité, où la référence principale est davantage rythmique et musicale que purement plastique. En conséquence, la critique italienne l'a souvent considéré comme un précurseur du minimalisme et de l'arte povera. Plus tard, ses œuvres adoptent un caractère plus théâtral et narratif, avec l'ajout ironique de figurines et de petits objets, tout en conservant une rigueur structurelle et l'usage du métal comme matériau central.
En 2022, ses œuvres ont été présentées à la Galerie Raphael Durazzo à Paris.

## Sculptures

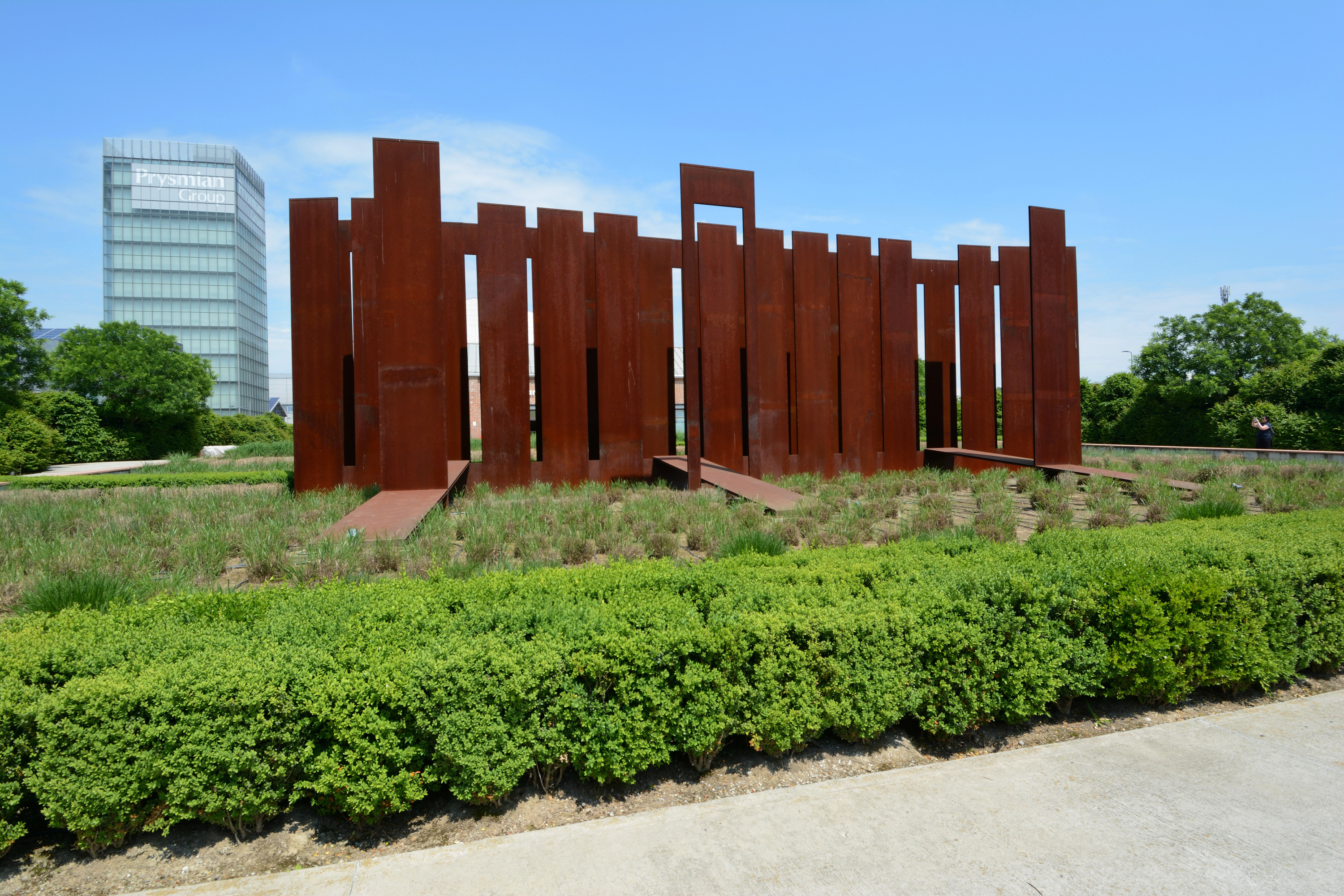
Fausto Melotti, Sequence (Milan, 1981).